# Pau de Bautzen

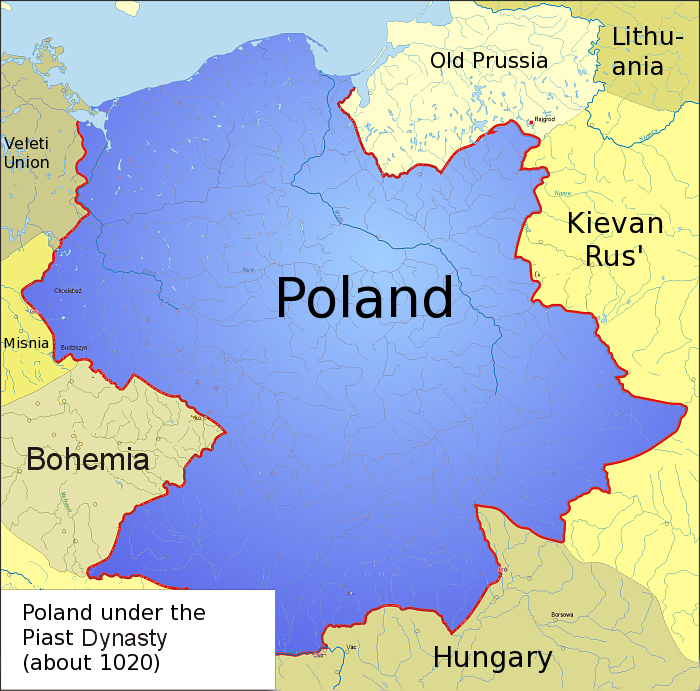
Extensió del regne de Polònia el 1020

La Pau de Bautzen (en alemany: Frieden von Bautzen i en polonès: Pokój w Budziszynie) va ser un tractat de pau signat per l'emperador del Sacre Imperi Romanogermànic Enric II i el Gran Duc Boleslau I de Polònia el 30 de gener de 1018 al castell d'Ortenburg a Bautzen (actual regió de Saxònia, a Alemanya).

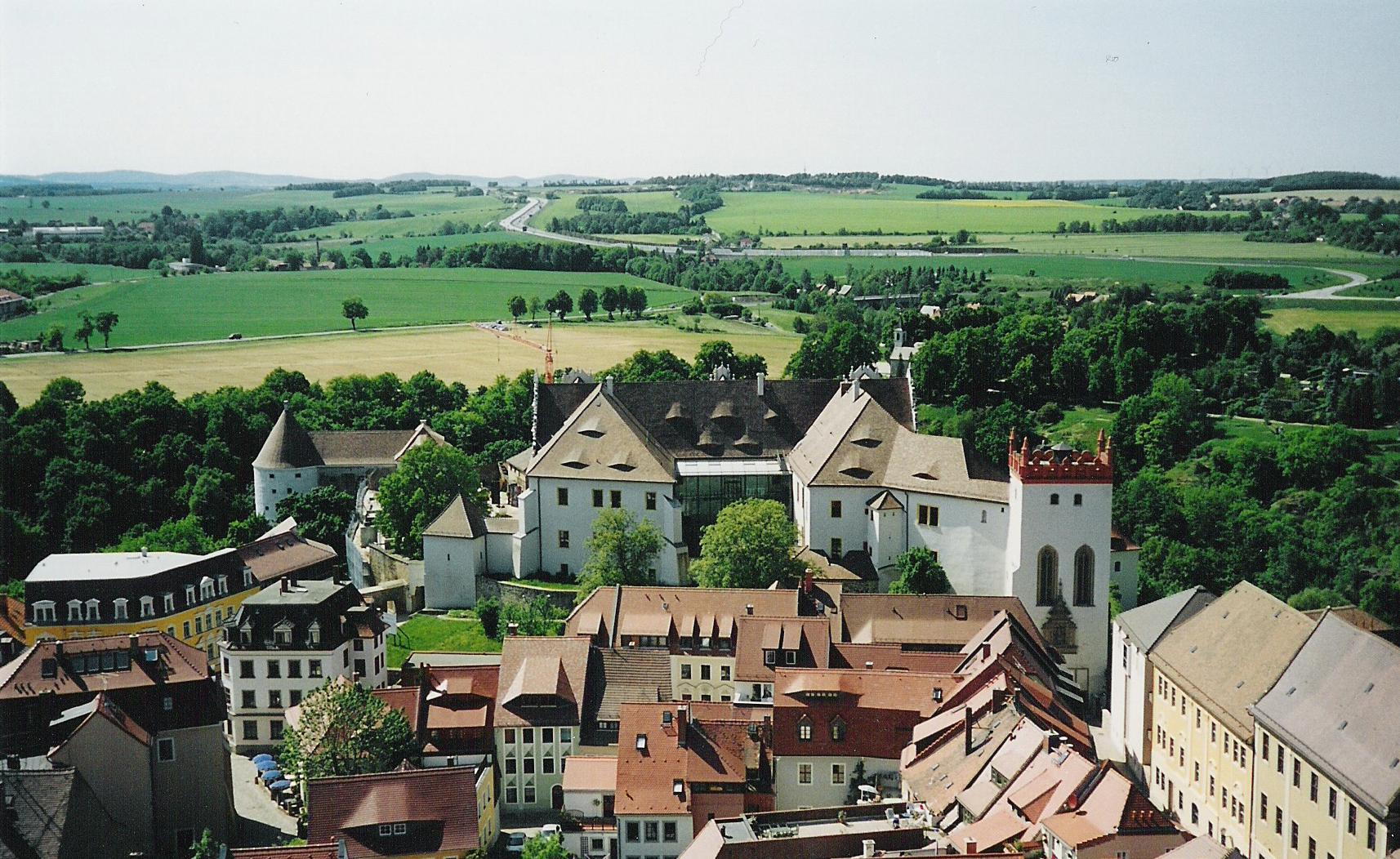
El castell d'Ortenburg

El tractat de pau signat entre Enric II i Boleslau I de Polònia va posar fi a quinze anys de guerra contínua entre els dos sobirans, i alhora tancà les negociacions que l'emperador havia encetat el 1003 amb els luticis. Per mor de la guerra permanent que ocorregué després de la Pau de Merseburg el 1013, Enric desitjava fer les paus amb el regne de Polònia, ja que Boleslau s'havia apoderat dels territoris de Lusàcia, Moràvia i Bohèmia. Malgrat les pèrdues territorials que aquest tractat comportava, la pau aturava els conflictes del front oriental de l'imperi i havia de permetre de concentrar-se sobre la reunificació de l'Imperi Romà, que s'havia aleshores escindit en dues parts: l'Imperi Romà d'Occident i l'Imperi Romà d'Orient. Així pretenia assolir el títol d'Emperador romà universal, ja cobejat abans pel seu predecessor Otó III. Aquest tractat, negociat amb l'ajuda de l'arquebisbe Tagino de Magdeburg, mostrà l'habilitat diplomàtica de Boleslau que resultà vencedor de les tractacions i a més de l'acceptació de la independència del regne de Polònia, rebé les marques controvertides de Lusàcia i Milzenerland fins al 1031. Boleslau enfortí els lligams dinàstics gràcies al seu casament amb Oda, filla major del marcgravi Eckhard I de Meissen. Amb l'ajuda de contingents de tropes alemanyes i hongareses fou capaç, més endavant, de capturar Kíev a l'estiu del 1018 i ocupà la ciutat durant sis mesos. Com a aliat de l'emperador d'occident, Boleslau va tenir l'oportunitat d'amenaçar l'emperador Basili II de Kíev.